# Atac
«Ата́к» (фр. Atac) — французская сеть продовольственных магазинов-дискаунтеров. Принадлежит компании Groupe Auchan SA.
Владеет 2225 супермаркетами (726 собственные и 1499 франчайзинговые) в 5 странах мира: Франции (Simply Market), Италии (Simply Market), Польше (Elea), Испании (Simply Market) и России («Атак»). Simply Market является новым форматом, в который переходят супермаркеты «Атак».

## История
В 1959 году в Баньё открывается первый супермаркет Docks de France.
В 1982 году группа Docks de France создала и опробовала первый магазин под названием Atac. В 1985 году, после успеха первого магазина Atac, группа приступила к построению сети этого бренда с соблюдением технических требований.
В 1996 году Auchan Group приобрела группу Docks de France, и был проведен ребрендинг бывших торговых точек супермаркетов, таких как Super-Market и Suma Doc. В ходе этой операции франчайзи вошли в состав группы «Ашан».
В 1998 году была создана ATAC Group, дочерняя компания Auchan Group.
В 2009 году началось преобразование большинства супермаркетов Atac во Франции в Simply Market.

## Примечания

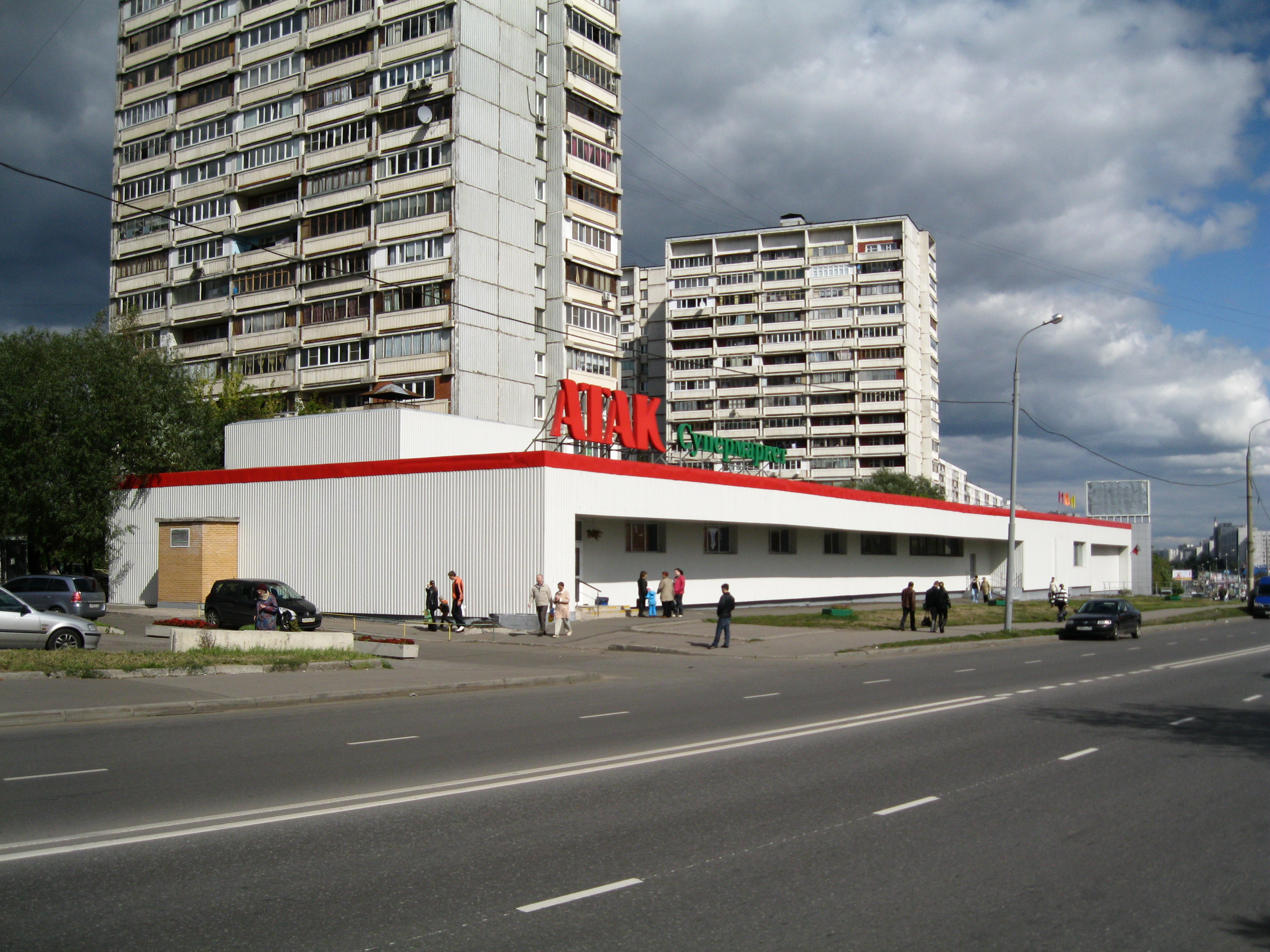
«Атак» на Бибиревской улице в Москве